# سيرجي ناروبين
سيرجي ناروبين (بالروسية: Сергей Владимирович Нарубин)‏ (5 ديسمبر 1981 بموسكو في روسيا - ) هو لاعب كرة قدم روسي في مركز حراسة المرمى. لعب مع أمكار بيرم وسبارتاك فلاديكافكاز ونادي أوفا ودينامو بريانسك ونادي توسنو ونادي ساتورن رامنسكوي وFC Fabus Bronnitsy ‏.

## وصلات خارجية
- سيرجي ناروبين على موقع قاعدة بيانات كرة القدم.إي يو (الإنجليزية)
- سيرجي ناروبين على موقع Soccerway.com (الإنجليزية)
- سيرجي ناروبين على موقع عالم كرة القدم.نت (الإنجليزية)